# مهرجان السجادة الحمراء
مهرجان السجادة الحمراء هو مهرجان سينمائي فلسطيني انطلق في غزة في عام 2015 بعد مرور عام على حرب 2014 إذ تم افتتاح المهرجان على ركام حي الشجاعية، ولا يقتصر المهرجان على قطاع غزة بل يشارك به أيضا عدد من مدن الضفة الغربية، ويشهد المهرجان عرض عدد من الأفلام بين روائي طويل وقصير ووثائقي وعادة ما تكون لها صلة بالقضية الفلسطينية ويأتي ذلك كرسالة على أن الشعب الفلسطيني محب للحياة و يستحق أن يحيى كبقية الشعوب.
في انطلاقة الدورة الأولى باسم كرامة جرت المراسم بفرش السجادة الحمراء وسط المنازل المدمرة في حي الشجاعية بغزة، وفي عام 2017 فرشت السجادة الحمراء في ميناء غزة بطول 100 متر، في ذكرى مرور 100 عام على وعد بلفور، وكتب نص الوعد على السجادة لتمر عليه أقدام أبناء الشعب الفلسطيني من ذوي الشهداء والأسرى والجرحى، وعادة ما كان المهرجان يحمل عنوان مرتبط بالحالة الإنسانية في غزة.

## الأهداف
يهدف المهرجان للفت أنظار العالم إلى قضية فلسطين ومواجهة محاولات الإحتلال الإسرائيلي لعزلها وفرض سياج من الصمت حولها ووقف عمل المؤسسات الحقوقية واغتيال الصحفيين، ورفع مستوى الوعي بقضايا حقوق الإنسان لدى الشعب الفلسطيني، وفتح قنوات تواصل بين صانعي الأفلام الفلسطينيين وصانعي الأفلام الآخرين حول العالم. إضافةً إلى تعزيز الوضع الثقافي في الأراضي الفلسطينية.

## الشركاء والداعمين
- المهرجان من تأسيس وتنظيم مجموعة لاما السينمائية
- مؤسسة عبد المحسن القطان
- مركز غزة للثقافة والفنون
- كرامة :مهرجان أفلام حقوق الإنسان
- realfilms
- الشبكة العربية لأفلام حقوق الإنسان: أنهر
- movies that matter[6]